# Meriden (Connecticut)
Pour les articles homonymes, voir Meriden.
Meriden est une ville du comté de New Haven dans l'État du Connecticut aux États-Unis. Lors du recensement de 2010, sa population était de 60 868 habitants.
Appelée Merideen, Moridon, Meriden Farme puis Merredan, la ville de Meriden devient une municipalité en 1806. Elle s'étend aujourd'hui sur une superficie de 24,16 milles carrés (62,57 km2), dont 23,79 milles carrés (61,62 km2) de terres.

## Démographie
| 1820  | 1870  | 1880   | 1890   | 1900   | 1910   |
| ----- | ----- | ------ | ------ | ------ | ------ |
| 1 309 | 8 893 | 15 540 | 21 652 | 24 296 | 27 265 |

| 1920   | 1930   | 1940   | 1950   | 1960   | 1970   |
| ------ | ------ | ------ | ------ | ------ | ------ |
| 29 867 | 38 481 | 39 494 | 44 088 | 51 850 | 55 959 |

| 1980   | 1990   | 2000   | 2010   | - | - |
| ------ | ------ | ------ | ------ | - | - |
| 57 118 | 59 479 | 58 244 | 60 868 | - | - |

## Personnalités liées
- Miguel Cardona (1975-), secrétaire à l'Éducation des États-Unis (2021-).
- Levi Silliman Ives (1797-1867), prélat épiscopalien converti au catholicisme.
- Warren Sattler (1934-), auteur de comics.
- Jean-Louis Tauran, Cardinal du Saint-Siège, né le 5 avril 1943 à Bordeaux (France) et mort le 5 juillet 2018 à Meriden.